# Discogobio
Discogobio es un género de peces de la familia Cyprinidae y de la orden de los Cypriniformes.

## Especies
Tiene 16 especies reconocidas:
- Discogobio antethoracalis L. P. Zheng & W. Zhou, 2008
- Discogobio bismargaritus X. L. Chu, G. H. Cui & W. Zhou, 1993
- Discogobio brachyphysallidos S. Y. Huang, 1989
- Discogobio caobangi V. H. Nguyễn, 2001
- Discogobio dienbieni V. H. Nguyễn, 2001
- Discogobio elongatus S. Y. Huang, 1989
- Discogobio laticeps X. L. Chu, G. H. Cui & W. Zhou, 1993
- Discogobio longibarbatus H. W. Wu, 1977
- Discogobio macrophysallidos S. Y. Huang, 1989
- Discogobio microstoma (Đ. Y. Mai, 1978)
- Discogobio multilineatus G. H. Cui, W. Zhou & J. H. Lan, 1993
- Discogobio pacboensis V. H. Nguyễn, 2001
- Discogobio poneventralis L. P. Zheng & W. Zhou, 2008
- Discogobio propeanalis L. P. Zheng & W. Zhou, 2008
- Discogobio tetrabarbatus S. Y. Lin, 1931
- Discogobio yunnanensis (Regan, 1907)